# Município de Eno (condado de Orange, Carolina do Norte)
O município de Eno (em inglês: Eno Township) é um localização localizado no  condado de Orange no estado estadounidense da Carolina do Norte. No ano 2000 tinha uma população de 6.092 habitantes.

## Geografia
O município de Eno encontra-se localizado nas coordenadas 36° 05′ 23,91″ N, 79° 02′ 34,48″ O.